# Elachistocleis ovalis
Elachistocleis ovalis (tên tiếng Anh: Sapito Apuntado Bicolor) là một loài ếch trong họ Nhái bầu.
Nó được tìm thấy ở Bolivia, Brasil, Colombia, Guyane thuộc Pháp, Guyana, Panama, Paraguay, Suriname, Trinidad và Tobago, Venezuela, và có thể cả Peru.
Các môi trường sống tự nhiên của chúng là các khu rừng ẩm ướt đất thấp nhiệt đới hoặc cận nhiệt đới, đầm nước nhiệt đới hoặc cận nhiệt đới, vùng cây bụi ôn đới, vùng đồng cỏ ôn đới, đầm nước ngọt có nước theo mùa, và vườn nông thôn.

## Hình ảnh

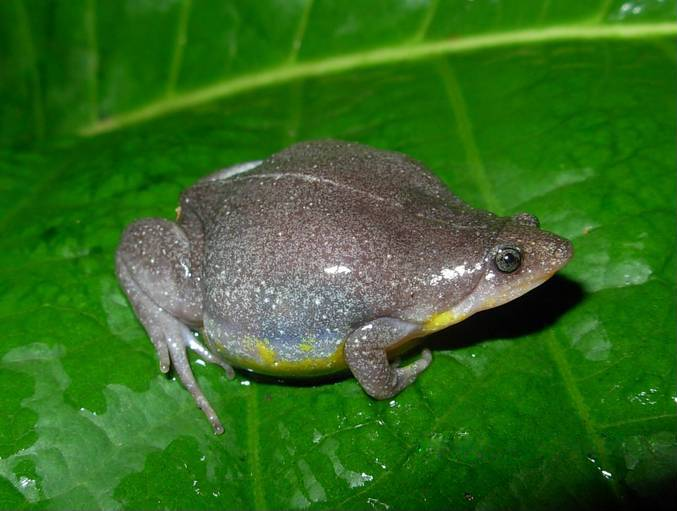
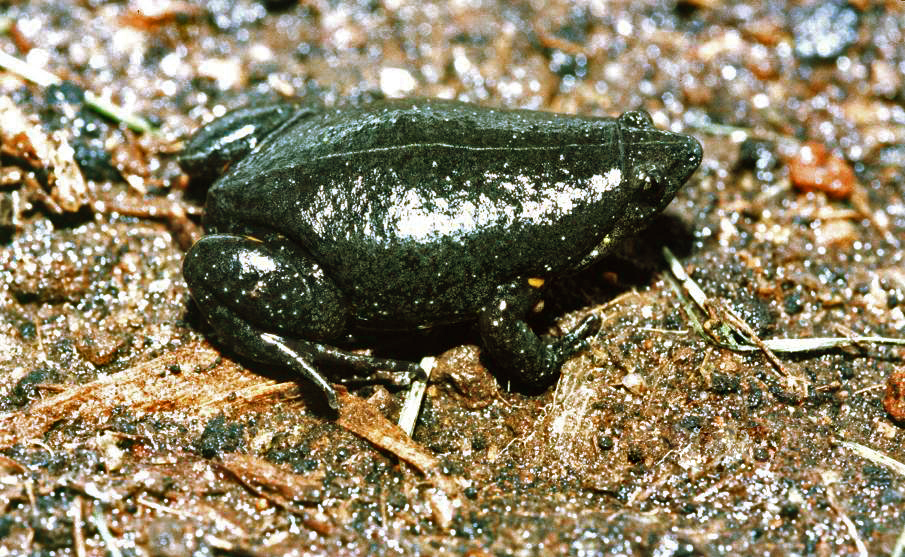
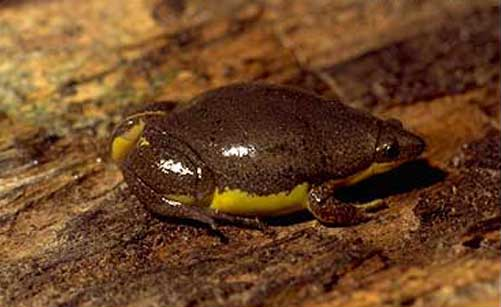
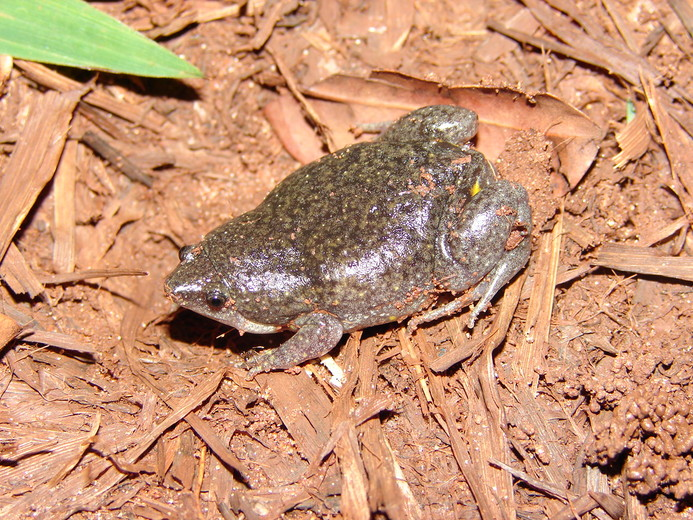